# Баизо
Баѝзо (на италиански: Baiso, на местен диалект Baîṣ, Баиз) е малко градче и община в северна Италия, провинция Реджо Емилия, регион Емилия-Романя. Разположено е на 542 m надморска височина. Населението на общината е 3440 души (към 2010 г.).